# Forrestania Airport
Forrestania Airport är en flygplats i Australien. Den ligger i kommunen Kondinin och delstaten Western Australia, omkring 370 kilometer öster om delstatshuvudstaden Perth. Forrestania Airport ligger 415 meter över havet.
Trakten runt Forrestania Airport är nära nog obefolkad, med mindre än två invånare per kvadratkilometer.. Det finns inga samhällen i närheten.
I omgivningarna runt Forrestania Airport växer huvudsakligen savannskog. Genomsnittlig årsnederbörd är 517 millimeter. Den regnigaste månaden är juli, med i genomsnitt 73 mm nederbörd, och den torraste är februari, med 15 mm nederbörd.